# White Plains (New York)
White Plains is een plaats (city) in de Amerikaanse staat New York, en valt bestuurlijk gezien onder Westchester County.

## Demografie
Bij de volkstelling in 2000 werd het aantal inwoners vastgesteld op 53.077.
In 2006 is het aantal inwoners door het United States Census Bureau geschat op 57.081, een stijging van 4004 (7.5%).

## Geografie
Volgens het United States Census Bureau beslaat de plaats een oppervlakte van
25,6 km², waarvan 25,4 km² land en 0,2 km² water. White Plains ligt op ongeveer 154 m boven zeeniveau.

## Plaatsen in de nabije omgeving
De onderstaande figuur toont nabijgelegen plaatsen in een straal van 8 km rond White Plains.

## Geboren in White Plains
- Joseph Campbell (1904-1987), literatuurwetenschapper
- James Whitmore (1921-2009), acteur
- Ralph Waite (1928-2014), acteur
- George E. Smith (1930-2025), wetenschapper en Nobelprijswinnaar (2009)
- Mike McGlone (1972), acteur, auteur, zanger, songwriter en komiek
- Chris Murphy (1973), senator voor Connecticut
- David Harbour (1975), acteur
- Danger Mouse (= Brian Joseph Burton) (1977), hiphopartist ((Gnarls Barkley) en muziekproducent
- Michael Dello-Russo (1983), voetballer
- Noah Fleiss (1984), acteur
- Mark Zuckerberg (1984), computerprogrammeur en ondernemer
- Claire Weinstein (2007), zwemster